# Список песен Deep Purple
Список песен Deep Purple насчитывает более двухсот композиций, одной из самых известных из которых считается «Smoke on the Water» с альбома Machine Head, вышедшего в 1972 году. Британская группа была основана в 1968 году и стала одним из самых влиятельных хард-роковых коллективов 1970-х годов. За более чем пятьдесят лет существования коллектив выпустил свыше двадцати студийных альбомов.
| # A B C D E F G H I J K L M N O P Q R S T U V W X Y Z |

## #
- '69 — с альбома Abandon

## A
- A 200 — инструментальная пьеса с альбома Burn
- «Above and Beyond» (посвящена умершему в 2012 году Джону Лорду)
- A Castle Full Of Rascals — с альбома Purpendicular
- A Gypsy’s Kiss — с альбома Perfect Strangers
- A Touch Away — с альбома Purpendicular
- A Twist in the Tale — с альбома The Battle Rages on…
- «All the Time in the World» — c альбома Now What?!
- Almost Human — с альбома Abandon
- And The Address — инструментальная пьеса с альбома Shades of Deep Purple[2]
- Anthem — с альбома The Book of Taliesyn[3]
- Any Fule Kno That — с альбома Abandon
- Anya — с альбома The Battle Rages on…
- Anyone’s Daughter — с альбома Fireball
- April — с альбома Deep Purple[4]
- «Après Vous» — c альбома Now What?!
- «A Simple Song» — c альбома Now What?!

## B
- Back To Back — с альбома Rapture of the Deep
- Backwards Piano — инструментальная пьеса из сейшенов Fireball
- Bad Attitude — с альбома The House of Blue Light
- Bananas — с альбома Bananas
- Before Time Began — с альбома Rapture of the Deep
- Bird Has Flown — с альбома Deep Purple[4]
- Black & White — с альбома The House of Blue Light
- Black Night — сингл, 1970 год
- Blind — с альбома Deep Purple[4]
- «Blood from a Stone» — c альбома Now What?!
- Bloodsucker — с альбома Deep Purple in Rock
- Bludsucker — с альбома Abandon
- «Body Line» — c альбома Now What?!
- Breakfast In Bed — с альбома Slaves & Masters
- Burn — с альбома Burn

## C
- Call of the Wild — с альбома The House of Blue Light
- Cascades: I’m Not Your Lover — с альбома Purpendicular
- Chasing Shadows — с альбома Deep Purple[4]
- Child in Time — с альбома Deep Purple in Rock
- Clearly Quite Absurd — с альбома Rapture of the Deep
- Comin' Home — с альбома Come Taste the Band
- Contact Lost — инструментальная пьеса с альбома Bananas
- Coronarias Redig — с альбома Burn (bonus track)
- Cry Free — должна была быть включена в альбом Deep Purple in Rock, но была издана лишь в 1977 году на сборнике Powerhouse

## D
- Dance To The Rock’n’Roll — демозапись из сейшенов Come Taste the Band
- Dead or Alive — с альбома The House of Blue Light
- Dealer — с альбома Come Taste the Band
- Demon’s Eye — с альбома Fireball
- Doing it Tonight — альбома Bananas
- Don’t Hold Your Breath — бонус-трек с американского и японского изданий Purpendicular
- Don’t Let Go — с альбома Rapture of the Deep
- Don’t Make Me Happy — с альбома Abandon
- Drifter — с альбома Come Taste the Band

## E
- Emmaretta — сингл, 1969 год
- Evil Louie — с альбома Abandon
- Exposition — We Can Work It Out — с альбома The Book of Taliesyn[3]

## F
- Fault Line — инструментальная пьеса с альбома Deep Purple[4]
- Fingers To The Bone — с альбома Abandon
- Fire In The Basement — с альбома Slaves & Masters
- Fire, Ice & Dynamite — из саундтрека к одноимённому фильму, записана в 1990 году
- Fireball — с альбома Fireball
- First Day Jam — инструментальный джем, записанный на сейшенах Who Do We Think We Are
- Flight of the Rat — с альбома In Rock
- Fools — с альбома Fireball
- Fortuneteller — с альбома Slaves & Masters
- Freedom — записана на сейшенах Fireball
- «First Sign of Madness» — бонус-трек в немецком издании Now What?!

## G
- Gettin' Tighter — с альбома Come Taste the Band
- Girls Like That — с альбома Rapture of the Deep

## H
- Hallelujah — сингл, 1969 год
- Hard Lovin' Man — с альбома In Rock
- Hard Lovin' Woman — с альбома The House of Blue Light
- Hard Road — с альбома The Book of Taliesyn[3]
- Haunted — с альбома Bananas
- Help! — с альбома Shades Of Deep Purple[2]
- «Hell to Pay» — c альбома Now What?!
- Hey Bop A Re Bop — записана в 1969 году, легла в основу песни Painter
- Hey Cisco — с альбома Purpendicular
- Hey Joe — с альбома Shades of Deep Purple[2]
- High Ball Shooter — с альбома Stormbringer
- Highway Star — с альбома Machine Head
- Hold On — с альбома Stormbringer
- Holy Man — с альбома Stormbringer
- House of Pain — с альбома Bananas
- Hungry Daze — с альбома Perfect Strangers
- Hush — с альбома Shades of Deep Purple[2]

## I
- I Got Your Number — с альбома Bananas
- I Need Love — с альбома Come Taste the Band
- I’m Alone — сингл, 1971
- I’m So Glad — с альбома Shades Of Deep Purple[2]
- Into the Fire — с альбома In Rock
- It’s All Over — записана 1969
- I’ve got a Smelly Botty — песня с вокалом Джона Лорда, записанная в 1972-м году для альбома «Who do we think we are», но в альбом не вошедшая. По просьбе Джона Лорда её не не стали включать и в переиздание альбома.
- It’s Only Make Believe — песня с вокалом Джона Лорда, записанная в 1972-м году для альбома «Who Do We Think We Are», но в альбом не вошедшая. По просьбе Джона Лорда её не не стали включать и в переиздание альбома.
- «It’ll Be Me» — бонусный трек к альбому Now What?!

## J
- Jack Ruby — с альбома Abandon
- Jam Stew — инструментальная пьеса, записанная на сейшенах In Rock, издан в 1995 на юбилейном издании этого альбома
- Junkyard Blues — с альбома Rapture of the Deep

## K
- Kentucky Woman — с альбома The Book of Taliesyn[3]
- King of Dreams — с альбома Slaves & Masters
- Kiss Tomorrow Goodbye — с альбома Rapture of the Deep
- Knocking At Your Back Door — c альбома Perfect Strangers

## L
- Lady Double Dealer — с альбома Stormbringer
- Lady Luck — с альбома Come Taste the Band
- Lalena — с альбома Deep Purple[4]
- Lay Down, Stay Down — с альбома Burn
- Lazy — с альбома Machine Head
- Lick It Up — с альбома The Battle Rages on…
- Listen, Learn, Read On — с альбома The Book of Taliesyn[3]
- Living Wreck — с альбома In Rock
- Loosen My Strings — с альбома Purpendicular
- Love Child — с альбома Come Taste the Band
- Love Conquers All — с альбома Slaves & Masters
- Love Don’t Mean a Thing — с альбома Stormbringer
- Love Help Me — с альбома Shades of Deep Purple[2]
- Lucille — авторы композиции Роберт Блэквелл, Алберт Коллинз, и Ричард Пеннейман (Литтл Ричард). Исполнялась на концертах.

## M
- Mad Dog — с альбома The House of Blue Light
- Mandrake Root — с альбома Shades of Deep Purple[2]
- Mary Long — с альбома Who Do We Think We Are
- Maybe I’m A Leo — с альбома Machine Head
- Mean Streak — с альбома Perfect Strangers
- Might Just Take Your Life — с альбома Burn
- Mistreated — с альбома Burn
- Mitzi Dupree — с альбома The House of Blue Light
- Money Talks — с альбома Rapture of the Deep
- MTV — бонус-трек с европейского издания альбома Rapture of the Deep

## N
- Nasty Piece of Work — с альбома The Battle Rages on…
- Never a Word — с альбома Bananas
- Never Before — с альбома Machine Head
- No No No — с альбома Fireball
- No One Came — с альбома Fireball
- Nobody’s Home — с альбома Perfect Strangers
- Not Responsible — бонус-трек с CD и MC изданий альбома Perfect Strangers

## O
- Oh No No No — записана в 1968
- One Man’s Meat — с альбома The Battle Rages on…
- One More Rainy Day — с альбома Shades of Deep Purple[2]
- Our Lady — с альбома Who Do We Think We Are
- «Out of Hand» 6:10

## P
- Paint It, Black — кавер песни Rolling Stones, исполнялась на концертах, включена в сборник Best on Stage
- Painted Horse — должна была быть включена в альбом Who Do We Think We Are, но была издана лишь в 1977 на сборнике Powerhouse
- Perfect Strangers — с альбома Perfect Strangers
- Picture of Innocence — с альбома Bananas
- Pictures Of Home — с альбома Machine Head
- Place In Line — с альбома Who Do We Think We Are
- Playground — инструментальная пьеса, записанная на сейшенах The Book of Taliesyn
- Prelude: Happiness — с альбома Shades of Deep Purple[2]

## R
- Ramshackle Man — с альбома The Battle Rages on…
- Rapture Of The Deep — с альбома Rapture of the Deep
- Rat Bat Blue — с альбома Who Do We Think We Are
- Razzle Dazzle — с альбома Bananas
- River Deep, Mountain High — с альбома The Book of Taliesyn[3]
- Rosa’s Cantina — с альбома Purpendicular

## S
- Sail Away — с альбома Burn
- Seventh Heaven — с альбома Abandon
- Shadows — записана на сейшенах Shades of Deep Purple
- She Was — с альбома Abandon
- Shield — с альбома The Book of Taliesyn[3]
- Silver Tongue — с альбома Bananas
- Slow Train — записана на сейшенах Fireball
- Slow Down Sister — с альбома Slaves And Masters (Limited Edition)

- Smoke On The Water — с альбома Machine Head
- Smooth Dancer — с альбома Who Do We Think We Are
- Soldier of Fortune — с альбома Stormbringer
- Solitaire — с альбома The Battle Rages on…
- Somebody Stole My Guitar — с альбома Purpendicular
- Sometimes I Feel Like Screaming — с альбома Purpendicular
- Son Of Alerik — инструментальная пьеса, записанный на сейшенах Perfect Strangers
- Soon Forgotten — с альбома Purpendicular
- Space Truckin' — с альбома Machine Head
- Speed King — с альбома In Rock
- Stormbringer — с альбома Stormbringer
- Strange Kind Of Woman — сингл, 1971 год
- Strangeways — с альбома The House of Blue Light
- Sun Goes Down — с альбома Bananas
- Super Trouper — с альбома Who Do We Think We Are

## T
- Talk About Love — с альбома The Battle Rages on…
- The Aviator — с альбома Purpendicular
- The Battle Rages On — с альбома The Battle Rages on…
- The Cut Runs Deep — с альбома Slaves & Masters
- The Gypsy — с альбома Stormbringer
- The Mule — с альбома Fireball
- The Painter — с альбома Deep Purple[4]
- The Purpendicular Waltz — с альбома Purpendicular
- The Spanish Archer — с альбома The House of Blue Light
- The Unwritten Law — с альбома The House of Blue Light
- The Well-Dressed Guitar — инструментальная пьеса, сочинённая Mark 7 и записанная на сейшенах Bananas
- Things I Never Said — бонус-трек с японского издания Rapture of the Deep
- This Time Around — Owed To «G» — с альбома Come Taste the Band
- Time to Kill — с альбома The Battle Rages on…
- Too Much Is Not Enough — с альбома Slaves & Masters
- Truth Hurts — с альбома Slaves & Masters

## U
- «Uncommon Man» (посвящена Джону Лорду) — c альбома Now What?!
- Under The Gun — с альбома Perfect Strangers

## V
- Vavoom: Ted The Mechanic — с альбома Purpendicular
- «Vincent Price» — c альбома Now What?!

## W
- Walk On — с альбома Bananas
- Wasted Sunsets — с альбома Perfect Strangers
- Watching The Sky — с альбома Abandon
- «Weirdistan» — c альбома Now What?!
- What’s Goin' On Here — с альбома Burn
- Whatsername — с альбома Abandon
- When A Blind Man Cries — с сингла 1972 года
- Why Didn’t Rosemary — с альбома Deep Purple[4]
- Wicked Ways — с альбома Slaves & Masters
- Woman From Tokyo — с альбома Who Do We Think We Are
- Wring That Neck — с альбома The Book of Taliesyn
- Wrong Man — с альбома Rapture of the Deep

## Y
- You Can’t Do It Right — с альбома Stormbringer
- You Fool No One — с альбома Burn
- You Keep On Moving — с альбома Come Taste the Band